# جائزة الولايات المتحدة الكبرى للدراجات النارية 1994
جائزة الولايات المتحدة الكبرى للدراجات النارية 1994 هو سباق دراجات نارية أقيم بتاريخ 11 سبتمبر 1994 في حلبة لاغونا سيكا. كان الجولة الثانية عشر من أصل 14 في سباق الجائزة الكبرى للدراجات النارية موسم 1994. فاز لوكا كادالورا بفئة الموتو جي بي بينما جاء جون كوسينسكي في المركز الثاني وحصل على المركز الثالث ميك دوهان.

## وصلات خارجية
- الموقع الرسمي